# タンパ・ターポンズ
タンパ・ターポンズ（Tampa Tarpons）は、マイナーリーグ（MiLB）、A-級フロリダ・ステート・リーグ西地区に所属するプロ野球チーム。本拠地はフロリダ州タンパにあるジョージ・M・スタインブレナー・フィールド。MLB・ニューヨーク・ヤンキース傘下。

## 歴史
1994年、ニューヨーク・ヤンキース傘下A級チーム、タンパ・ヤンキースとしてフロリダ・ステート・リーグに加盟。
1996年、ジョージ・M・スタインブレナー・フィールドに本拠地を移す。
2013年10月25日にフロリダ州オカラへ移転するという報道があったが、実現しなかった。
2018年シーズンからはタンパ・ターポンズというチーム名に改称される。ターポンとはタンパベイ近海で採れる魚であり、かつて1957年から1988年まで同名のチームが存在していた。
2020年シーズンオフに実施されたマイナーリーグの組織改編に伴い、2021年シーズンからは格付けがA+からA-へ変更となり、ロウAサウスイーストに所属することになった。
2022年1月9日、レイチェル・バルコベックが監督に就任することが発表された。MLB傘下のマイナー球団で女性が監督に就任するのはこれが初の事例となる。

## 選手名鑑

### 過去に所属した日本人選手
- 前田勝宏
- 伊良部秀輝
- 井川慶
- 加藤豪将

## 年度別成績
| 年                 | 勝敗     | 順位      | 監督                         | ポストシーズン     |          |
| ------------------ | -------- | --------- | ---------------------------- | ------------------ | -------- |
| タンパ・ヤンキース |          |           |                              |                    |          |
| 1994               | 80勝52敗 | 西地区1位 | ジェイク・ギブス             | リーグ優勝         |          |
| 1995               | 72勝64敗 | 西地区3位 | ジェイク・ギブス             | 準決勝敗退         |          |
| 1996               | 84勝50敗 | 西地区1位 | トレイ・ヒルマン             | 準決勝敗退         |          |
| 1997               | 70勝66敗 | 西地区5位 | リー・マジーリ               | -                  |          |
| 1998               | 72勝67敗 | 西地区5位 | リー・マジーリ               | 決勝敗退           |          |
| 1999               | 78勝58敗 | 西地区2位 | トム・ニエト                 | -                  |          |
| 2000               | 70勝70敗 | 西地区3位 | トム・ニエト                 | -                  |          |
| 2001               | 77勝62敗 | 西地区1位 | ブライアン・バターフィールド | リーグ優勝（同率） |          |
| 2002               | 71勝62敗 | 西地区3位 | ミッチ・セオアネ             | -                  |          |
| 2003               | 68勝64敗 | 西地区4位 | ビリー・マッセ               | -                  |          |
| 2004               | 75勝58敗 | 西地区3位 | ビリー・マッセ               | リーグ優勝（同率） |          |
| 2005               | 56勝79敗 | 西地区5位 | ジョゼフ・ブリーデン         | -                  |          |
| 2006               | 75勝62敗 | 西地区2位 | ルイス・ソーホー             | -                  |          |
| 2007               | 83勝56敗 | 西地区1位 | ルイス・ソーホー             | -                  |          |
| 2008               | 77勝59敗 | 西地区3位 | ルイス・ソーホー             | -                  |          |
| 2009               | 77勝56敗 | 北地区2位 | ルイス・ソーホー             | リーグ優勝         |          |
| 2010               | 78勝57敗 | 北地区1位 | トーリ・タイソン             | リーグ優勝         |          |
| 2011               | 74勝64敗 | 北地区4位 | ルイス・ソーホー             | -                  |          |
| 2012               | 65勝70敗 | 北地区4位 | ルイス・ソーホー             | -                  |          |
| 2013               | 58勝78敗 | 北地区6位 | ルイス・ソーホー             | -                  |          |
| 2014               | 71勝68敗 | 北地区3位 | アル・ペドリック             | -                  |          |
| 2015               | 66勝72敗 | 北地区3位 | デーブ・ビアラス             | 準決勝敗退         |          |
| 2016               | 77勝58敗 | 北地区1位 | パット・オズボーン           | 決勝敗退           |          |
| 2017               | 85勝50敗 | 北地区1位 | ジェイ・ベル                 | 準決勝敗退         |          |
| 2018               | 70勝67敗 | 北地区4位 | パット・オズボーン           | -                  |          |
| 2019               | 64勝71敗 | 北地区5位 | アーロン・ホルバート         | -                  |          |
| 2020               | 開催中止 | 開催中止  | 開催中止                     | 開催中止           | 開催中止 |
| 2021               | 73勝43敗 | 西地区1位 | デビッド・アダムス           | 決勝敗退           |          |